# カレンニー諸民族防衛隊
カレンニー諸民族防衛隊（カレンニーしょみんぞくぼうえいたい、ビルマ語: ကရင်နီအမျိုးသားများကာကွယ်ရေးတပ်ဖွဲ့、英語: Karenni Nationalities Defence Force、略称: KNDF）は、2021年ミャンマークーデター直後に結成されたカレンニーPDF（KPDF）を発展解消したもので、2021年5月31日に結成された。
NUGの指揮下にあり、KNPPとカレン民族同盟（KNU）から支援を受け、三兄弟同盟からも物資の支援を受けているとされ、統合型PDFに分類される。識者の中には、KNDP「少数民族武装組織と一般市民との良好な関係」とみなす者もおり、また、PDFではなく独立したEAOに分類すべき、あるいはクーデター前は活動が停滞していたKNPP/KAの復活組織として分類すべきだと主張する者もいる。
KNDFはミャンマー軍（以下、国軍）と戦っており、特に第66軽歩兵師団と衝突している。

## 目的
国民統一政府（NUG）と国民統一顧問評議会（NUCC）が掲げる連邦民主制度に賛同しており、カレンニー州、シャン州南部のモービィ郡区、ペーコン郡区、パウンラウン郡区、そして、ネピドーのピンマナ東部の山岳地帯と、カレン州レイクト（Leiktho）北部を統合して、新たなカレンニー州とすることを目的に掲げている。また、「春の革命」が成就した後は、兵器を連邦国家に返還し、カレンニー州軍として活動すると公言している。

## 活動
2021年クーデター後、カレンニー州のロイコー、ディモーソー、シャン州南部のモービィ、ペーコンなどでカレンニー族のPDFが生まれた。当初、彼らはカレンニーPDF（KPDF）と名乗っていたが、2021年5月の第1週、カレンニー州諮問評議会（KSCC）の下で、カレンニー州軍（KSA）として4個大隊に編成され、ディモーソーで初めて国軍の部隊と衝突した。その後、5月31日、名称をKNDFに変更。創設メンバーの多くは、ロイコーにおけるアウンサン像設置反対運動に関わった委員会のメンバーだった。カレンニー族の若者たちは、生涯にわたる政治的所属を義務づけるKNPPよりも、革命的義務を基盤とする献身を提供してくれたKNDFへの入隊を好んだのだという。
2021年12月のクリスマス・イブ、ディモーソー郡区のある村を国軍が襲撃して、35人の市民が殺害されると、翌月、KNDFは報復として、ロイコー郡区とディモーソー郡区への攻撃を開始した。2023年後半には、シャドー郡区を占拠。同年11月、KNDF、KA、カレンニー民族人民解放戦線（KNPLF）、その他PDF合同で1111作戦を発動し、2024年3月までにカレンニー州の90%を掌握した。しかしその後、国軍の度重なる空爆と高度化したドローン攻撃を受け、KNDF連合軍はロイコーから撤退。2025年7月には、シャン州南部のモービィ郡区が国軍により占拠された。

## 組織

### 組織構造

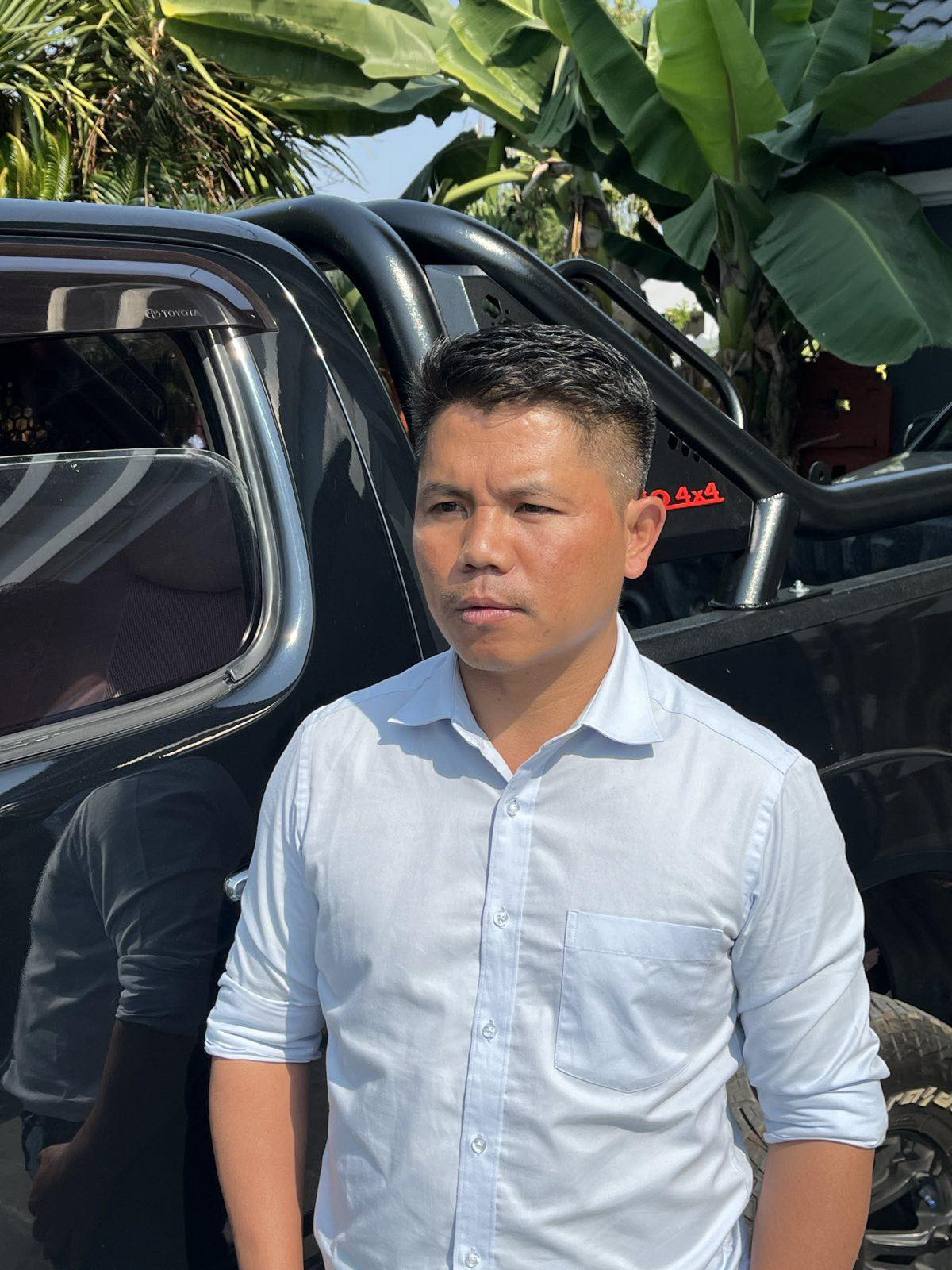
KNDFのリーダー・クンベドゥ。

元政治活動家のクンベドゥが議長を務める。クンベドゥはNUGの天然資源・環境保全担当副大臣も兼務していたが、のちにKNDFの活動に専念するために辞任。また、カレンニー州暫定執行評議会（IEC）の副議長も兼務している。
IECはカレンニー州の事実上の政府であり、カレンニー州諮問評議会(KSCC)は戦略的な方向性を決定している。そして、統合型PDFであるKNDFは、カレンニー民族進歩党（KNPP）の指導者・ビートゥー（Bee Htoo）、直接的にはカレンニー軍（KA）総司令官・アウンミャッ（Aung Myat）の指揮下にあり、正式にはアウンミャッはKNDFの総司令官である。しかし実際には、KNDFの部隊は2人の副司令官、マルウィ（Marwi）とクレドゥ（Khu Reh Du）の指揮下にある。

クレドゥは、KNDF第10大隊の2周年記念式典で、次のように演説している。
ちなみに、組織名に「カレンニー」を掲げていることからも推察されるように、KNDFの幹部は、カヤー族、カヤン族、カヤウ族などのカレンニー族のサブグループ、シャン族、パオ族、ビルマ族、インド系など多種多様な人種から構成されている。

### 兵力
2024年9月20日の時点で、8個旅団31個大隊を抱えており、兵力は約8,000人。ただ、武装しているのは、そのうちの2,000～3,000人であある。兵器は国軍の基地から鹵獲したもの、三兄弟同盟から提供されたものが主で、即席爆発装置（IED）、ドローン、迫撃砲を自前生産しているが、常に資金不足と兵器不足に悩んでいるのだという。

### 活動地域

#### カレンニー州

##### ロイコー県
- ロイコー郡区：2025年7月現在、KNDFが一部制圧しているが、市街地の大部分は戦場となっている。町は廃墟と化し、住民は避難民となっている[14]。
- ディモーソー郡区：KNDFが支配[14]。
- パルソ郡区：戦場、住民が避難民化[14]。
- シャドー郡区：KNDFが支配[14]。

##### ボーラケ県
- ボーラケ郡区：戦場、住民が避難民化[14]。
- パサウン郡区：不明。
- メセ郡区：タイとの公式国境ゲート。2023年6月、KNDFが占拠（英語版）した[14]。

#### シャン州南部
- モービィ、ペーコン郡区：シャン州南部の最前線。地元PDFと協力[14]。2025年7月、国軍がモービィ郡区を占拠[19]。